# Kościół Najświętszego Serca Jezusowego i Świętej Małgorzaty Marii Alacoque w Łodzi
Kościół Najświętszego Serca Jezusowego i Świętej Małgorzaty Marii Alacoque w Łodzi – rzymskokatolicki kościół parafialny należący do parafii pod tym samym wezwaniem (dekanat Łódź-Radogoszcz archidiecezji łódzkiej).
Budowa świątyni została rozpoczęta w 1936 roku. Obecna świątynia zaprojektowana przez inżyniera Stanisława Uleyskiego została wzniesiona w latach 1949–1956. Z małymi modyfikacjami, nie naruszającymi praw autorskich projektanta, został wybudowany kościół trzynawowy na planie krzyża łacińskiego, którego ramiona tworzą dwie kaplice w stylu nawiązującym do bazylik starochrześcijańskich. W zakończeniu nawy głównej jest umieszczony ołtarz główny – soborowy. W latach 1970–1995 zostały wykonane następujące prace: założone zostało żelbetonowe sklepienie w nawie głównej, sklamrowane zostały ściany boczne świątyni i zostało założonych 5 ściągów wewnętrznych, ponieważ sufit groził zawaleniem, z kolei ściany rozchyliły się od pionu około 10 centymetrów. Świątynia została podłączona do miejskiej sieci cieplnej, zostały wymienione przewody aluminiowe na miedziane, zostały założone żyrandole i tablice rozdzielcze. Dach został pokryty blachą miedzianą (o masie 15 ton). W podziemiach świątyni i nad zakrystiami zostało urządzonych 6 sal, z tego dwie wyposażone w sceny. Budowla została otynkowana terraboną i odwodniona przez podłączenie terenu do kanalizacji miejskiej. Plac wokół świątyni został wyłożony trylinką i kostką ceramiczną. Zostało założonych 8 linii odgromowych, zostały okratowane wszystkie okna dolne świątyni. Budowla po remoncie w dniu 12 kwietnia 1987 roku została poświęcona przez biskupa Jana Kulika. Dzwonnica o wysokości 16 metrów została zbudowana z żelbetonu i zharmonizowana została z architekturą świątyni, zawieszone zostały na niej 3 dzwony i zabezpieczona została linią odgromową.

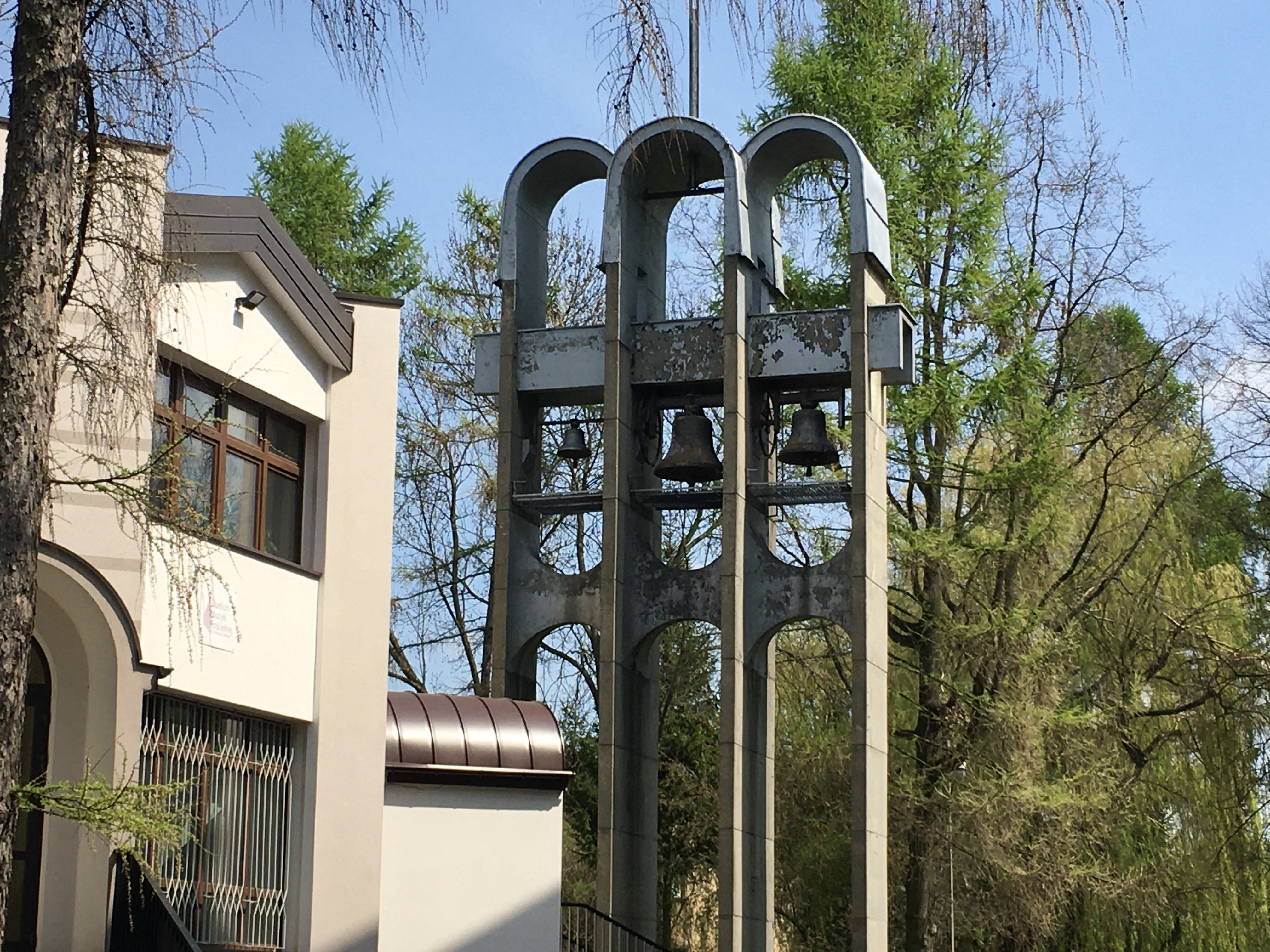
Dzwonnica

W świątyni znajdują się: wspomniany wyżej ołtarz soborowy, 2 ołtarze boczne pod wezwaniem Najświętszego Serca Jezusowego i Matki Bożej Częstochowskiej, tabernakulum, ambona, 6 konfesjonałów, tron wystawienia, chrzcielnica, kaplica pogrzebowa i kaplica Miłosierdzia Bożego z tabernakulum na ciemnicę, Droga Krzyżowa, organy, miejskie centralne ogrzewanie, alarm na drzwi i okna a także w prezbiterium, 27 witraży górnych i 6 dolnych dedykowanych błogosławionym i świętym polskim kanonizowanym przez papieża Jana Pawła II.